# Not that there's anything wrong with that
Not that there's anything wrong with that (em português: "Não que haja algo errado nisso") é uma popular frase dita por Jerry Seinfeld no episódio "The Outing" (em português seria "A Saída do armário", ou seja, o ato de assumir a homossexualidade) da 4ª temporada da série Seinfeld, e que se tornou um de seus momentos memoráveis. Tal frase é dita por Jerry Seinfeld após ele dizer que não é gay, de forma a dizer que ele não tem nada contra. Esta frase é repetida comicamente em vários momentos do episódio.
Entre outras referências, podemos encontrar inclusive nos próprios DVDs da série uma seção dedicada aos erros de gravação denominada "Not That There's Anything Wrong With That" e um livro dedicado à série denominado "Unauthorized Tribute (Not That There's Anything Wrong with That)" escrito por David Wild (ISBN 0-609-80311-5)